# Хопинс (Мичиген)
Хопинс (енгл. Hopkins) град је у америчкој савезној држави Мичиген.

## Демографија
По попису из 2010. године број становника је 610, што је 18 (3,0%) становника више него 2000. године.
| Група             | 2000.       | 2010.       |
| Белци             | 553 (93,4%) | 571 (93,6%) |
| Афроамериканци    | 3 (0,5%)    | 0 (0,0%)    |
| Азијати           | 7 (1,2%)    | 1 (0,2%)    |
| Хиспаноамериканци | 6 (1,0%)    | 24 (3,9%)   |
| Укупно            | 592         | 610         |